# Бичура (река)
Бичура́ (бур. Бэшүүрэ) — река в Бичурском районе Бурятии, левый приток Хилка.
 Длина — 48 км (с рекой Большая Бичура — 73 км). Название реки происходит от диалектного «писүүрэ» — «заросли в низине».

## Описание
Берёт начало слиянием рек Большая Бичура (длина — 25 км) и Малая Бичура (длина — 14 км), у северного подножия водораздельного Бичурского хребта (Бичурская Грива) системы Малханских гор, в 2 км западнее горы Афонской (1614 м). Около 35-40 км течёт в северном направлении в постепенно расширяющейся межгорной лощине. В 10 км до устья, в селе Бичура, выходит в Бичурскую долину. Впадает с востока в реку Хилок по левому берегу, в 144 км от её устья, северо-западнее посёлка Сахарный Завод.
Питание преимущественно дождевое; половодье летом. Замерзает в октябре — начале ноября, вскрывается в конце апреля — начале мая.
Крупные притоки: Большая Бичура, Малая Бичура, Каменная, Адога, Шара-Горхон.
На берегах реки расположен районный центр — село Бичура, в устье на левом берегу — посёлок Сахарный Завод.